# Balls Out
Balls Out es el tercer álbum de estudio de la banda de glam metal estadounidense Steel Panther, y el segundo publicado por una discográfica reconocida. Fue lanzado al mercado el 28 de octubre de 2011 por Universal Republic Records.

## Lista de canciones
| N.º | Título                                                       | Duración |  |
| 1.  | «In the Future» (con Dane Cook)                              | 1:28     |  |
| 2.  | «Supersonic Sex Machine»                                     | 3:10     |  |
| 3.  | «Just Like Tiger Woods»                                      | 3:41     |  |
| 4.  | «17 Girls in a Row»                                          | 3:41     |  |
| 5.  | «If You Really, Really Love Me»                              | 2:25     |  |
| 6.  | «It Won't Suck Itself» (con Chad Kroeger y Nuno Bettencourt) | 2:54     |  |
| 7.  | «Tomorrow Night»                                             | 2:58     |  |
| 8.  | «Why Can't You Trust Me»                                     | 4:01     |  |
| 9.  | «That's What Girls Are For»                                  | 3:39     |  |
| 10. | «Gold-Digging Whore»                                         | 3:55     |  |
| 11. | «I Like Drugs»                                               | 4:19     |  |
| 12. | «Critter»                                                    | 3:38     |  |
| 13. | «Let Me Cum In»                                              | 3:30     |  |
| 14. | «Weenie Ride»                                                | 4:21     |  |

## Créditos
- Michael Starr – voces
- Satchel – guitarras
- Lexxi Foxxx – bajo
- Stix Zadinia – batería